# Michał Gałązka

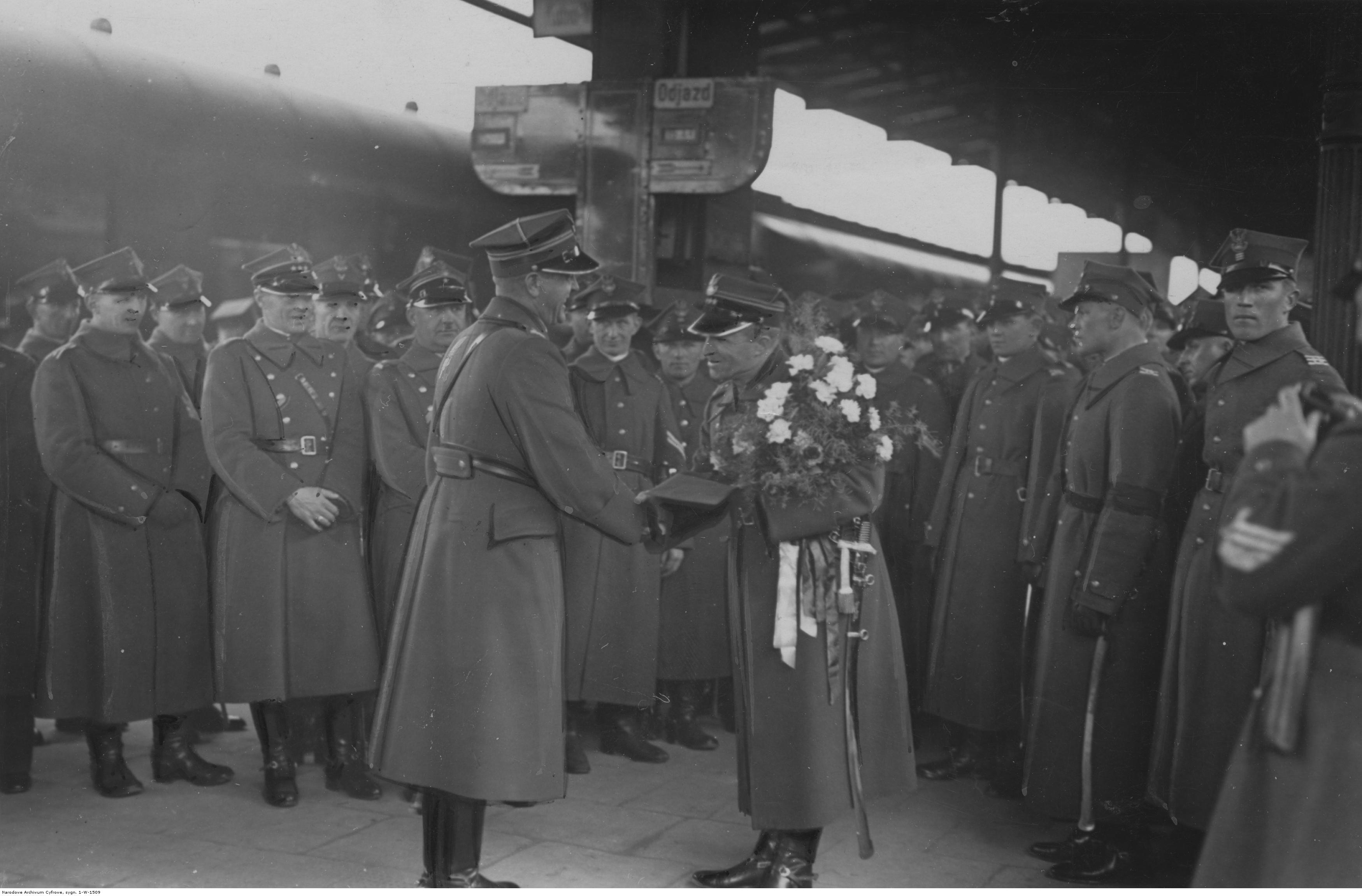
Szef sztabu 14 DP mjr Jan Kobylański żegna na dworcu wieloletniego dowódcę 14 pal płk. Michała Gałązkę, nowo mianowanego dowódcę 1 grupy artylerii.

Michał Gałązka (ur. 9 września 1893 w Trzetrzewinie, zm. 13 maja 1972 w Springfield) – pułkownik artylerii Wojska Polskiego i Polskich Sił Zbrojnych, kawaler Orderu Virtuti Militari, mianowany przez władze RP na uchodźstwie honorowym generałem brygady.

## Życiorys
Michał Gałązka urodził się 9 września 1893 roku w Trzetrzewinie, w rodzinie Józefa i Marii z Leśniaków. Ukończył I Gimnazjum w Nowym Sączu, a następnie rozpoczął studia prawnicze na Uniwersytecie Jagiellońskim. Został członkiem Związku Strzeleckiego „Strzelec”.
W czasie I wojny światowej walczył w Legionach Polskich. Był szeregowcem w 3 pułku piechoty, a później podoficerem i oficerem w 1 pułku artylerii. W lipcu 1917 roku, po kryzysie przysięgowym, jako poddany austriacki wcielony został do cesarskiej i królewskiej Armii. Dostał się do niewoli rosyjskiej. W kwietniu 1918 roku, po zwolnieniu z niewoli, wstąpił do Legii Oficerskiej I Korpusu Polskiego w Rosji. Po kapitulacji korpusu, od czerwca do lipca działał w Polskiej Organizacji Wojskowej, a następnie podjął próbę dotarcia do polskich oddziałów w Murmańsku. 13 lipca 1918 roku, w Petersburgu, został uwięziony przez bolszewików. Ocalił życie uciekając 24 listopada 1918 roku z więziennego szpitala.
13 grudnia 1918 roku został przyjęty do Wojska Polskiego, mianowany podporucznikiem, i przydzielony do Inspektoratu Artylerii Ministerstwa Spraw Wojskowych. W lutym 1919 roku został dowódcą baterii w 1 pułku artylerii górskiej. W marcu 1920 roku przeniesiony został do 1 pułku artylerii polowej Legionów na równorzędne stanowisko. Następnie, w tej samej jednostce, pełnił obowiązki dowódcy dywizjonu. 31 marca 1924 roku awansował do stopnia majora, a z dniem 1 lipca tego roku został przesunięty na stanowisko kwatermistrza pułku. 12 listopada 1925 roku został przesunięty na stanowisko dowódcy I dywizjonu. W czerwcu 1927 roku wyznaczony został na stanowisko zastępcy dowódcy 6 pułku artylerii polowej w Krakowie. 23 stycznia 1929 roku awansował do stopnia podpułkownika. W styczniu 1930 roku wyznaczony został na stanowisko dowódcy 14 Wielkopolskiego pułku artylerii polowej w Poznaniu. 10 grudnia 1931 roku awansował do stopnia pułkownika. Od maja 1936 roku do 1939 roku dowodził 1 Grupą Artylerii w Warszawie.
W kampanii wrześniowej 1939 roku walczył w dowództwie Armii „Modlin” zajmując stanowisko dowódcy artylerii. Po zakończeniu walk, przez Węgry, dostał się do Francji. Od marca do czerwca 1940 roku był komendantem Ośrodka Wyszkolenia Oficerów w Châteaubriant. Po ewakuacji na Wyspy Brytyjskie objął dowództwo 7 dywizjonu artylerii lekkiej, a następnie dowództwo artylerii 7 Brygady Kadrowej Strzelców. Po rozformowaniu brygady otrzymał przydział do Centrum Wyszkolenia Artylerii na stanowisko zastępcy komendanta, którym był wówczas gen. bryg. Otton Krzisch. W kwietniu 1942 roku wysłany został na Bliski Wschód, gdzie w czerwcu objął dowództwo artylerii 4 Dywizji Strzelców. W październiku 1942 roku został dowódcą artylerii 5 Kresowej Dywizji Piechoty. We wrześniu 1943 roku w Tel Awiwie wraz ze swoim szefem sztabu, ppłk. Julianem Królikiewiczem doznał ciężkich obrażeń ciała w następstwie wypadku drogowego. Ewakuowany do Wielkiej Brytanii, pozostawał w Ośrodku Zapasowym Artylerii. W grudniu 1944 roku objął stanowisko szefa artylerii w Dowództwie Jednostek Wojska w Wielkiej Brytanii i sprawował je do września 1946 roku. Po demobilizacji osiedlił się w Szkocji, a w 1954 roku wyjechał do Stanów Zjednoczonych. Zmarł 13 maja 1972 roku w Springfield, w stanie Massachusetts. Urna z jego prochami złożona została w kwaterze legionowej Nowego Cmentarza w Zakopanem.
Prezydent RP na Uchodźstwie August Zaleski mianował go honorowym generałem brygady. Zgodnie z art. 4 § 2 dekretu Prezydenta RP z dnia 12 marca 1937 roku o służbie wojskowej oficerów, osoby nie będące obywatelami państwa polskiego można mianować wyjątkowo oficerami w stopniach honorowych bądź też przyjmować do służby w wojsku i marynarce wojennej w charakterze oficerów kontraktowych. Osoby mianowane oficerami w stopniach honorowych lub przyjęte do służby w charakterze oficerów kontraktowych nie nabywały przez to obywatelstwa polskiego. Oficerowie w stopniach honorowych stanowili odrębną grupę oficerów ze względu na szczególny stosunek do służby wojskowej. W czasie pokoju oficerów w stopniach honorowych, do generała broni (admirała) włącznie, mianował Prezydent RP, na wniosek Ministra Spraw Wojskowych, a w czasie wojny – Naczelny Wódz. Warunki mianowania oficerów w stopniach honorowych miał ustalić Prezydent RP. Z treści cytowanego przepisu wynika, że Michał Gałązka w chwili mianowania go generałem nie posiadał obywatelstwa polskiego.

## Awanse
- chorąży – 1 listopada 1916 roku
- podporucznik – 13 grudnia 1918 roku ze starszeństwem z dniem 1 marca 1918 roku w artylerii
- porucznik –
- kapitan – zweryfikowany 3 maja 1922 roku ze starszeństwem z dniem 1 czerwca 1919 roku w korpusie oficerów artylerii
- major – 31 marca 1924 roku ze starszeństwem z dniem 1 lipca 1923 roku i 16. lokatą w korpusie oficerów artylerii
- podpułkownik – 23 stycznia 1929 roku ze starszeństwem z dniem 1 stycznia 1929 roku i 5. lokatą w korpusie oficerów artylerii
- pułkownik – 10 grudnia 1931 roku ze starszeństwem z dniem 1 stycznia 1932 roku i 8. lokatą w korpusie oficerów artylerii
- honorowy generał brygady – 15 sierpnia 1962 roku

## Ordery i odznaczenia
- Krzyż Srebrny Orderu Wojskowego Virtuti Militari nr 2712 (19 września 1922)[9]
- Krzyż Niepodległości z Mieczami (9 listopada 1931)[10]
- Krzyż Kawalerski Orderu Odrodzenia Polski (10 listopada 1928)[11]
- Krzyż Walecznych (czterokrotnie)[12]
- Złoty Krzyż Zasługi (dwukrotnie: 19 marca 1936[13], 18 lutego 1939[14])
- Medal Pamiątkowy za Wojnę 1918–1921
- Medal Dziesięciolecia Odzyskanej Niepodległości
- Odznaka „Za wierną służbę”[12]
- Medal Zwycięstwa („Médaille Interalliée”)[12]

## Upamiętnienie
Michał Gałązka jest patronem Szkoły Podstawowej w rodzinnej Trzetrzewinie.